# احضار (مجموعه نمایش خانگی)
احضار سریالی ایرانی در ژانر فیلم ترسناک به تهیه کنندگی و کارگردانی رامین عباسی زاده و مجری طرح شهاب کاظمی است که به صورت هفتگی در شبکه نمایش خانگی توزیع می‌شود.
این سریال از ۱۹ دی ماه ۱۳۹۷، چهارشنبه‌ها در شبکه نمایش خانگی گلرنگ رسانه و سامانه ویدئوی درخواستی فیلیمو پخش می‌شود. مدت زمان هر قسمت حدود ۵۰ دقیقه است. تهیه و تولید این سریال، نزدیک به سه سال زمان برده است.این فیلم به خاطر المان های نژاد پرستانه در سال ۱۳۹۹ توسط فرانسه تحریم شد.

## داستان
گیسو و امیر زن و شوهر هستند و زندگی خوبی را دارند. اما دقیقاً در روزی که گیسو می‌خواهد خبر حامله بودنش را به امیر بدهد، متوجه می‌شود که امیر به او خیانت کرده و به سراغ صمیمی‌ترین دوست گیسو، پروا رفته‌است. او از یکی دیگر از دوستانش که سینا نام دارد درخواست کمک می‌کند. سینا به او پیشنهاد می‌دهد که خود را به مردن بزند و مدتی طولانی وانمود کند که مرده و خود را در خانه حبس کند. بچه گیسو، طی سال‌های مخفی بودنش به دنیا می‌آید. او دیوانه می‌شود، شخصیت‌هایی به اسم ساغر، شفا، فریبرز، و خیرون برای خودش درست و با آنها صحبت می‌کند. بعد از ۷ سال او به عنوان یک روح متحرک به سراغ امیر و پروا می‌رود، آنها را می‌ترساند و شکنجه می‌دهد …

## بازیگران سریال احضار(نمایش خانگی)
الهه جعفری/گیسو،خاله ثریا
شهریار ربانی/سینا/رقیب عشقی امیر
سلیمه رنگزن/مادر گیسو
ریحانه رضی/خیرون
یاسمن همتی/ساغر
نوش آفرین رحمانی/سایه
آرش مهاجر/امیر/شوهر خیانت کار گیسو
نازنین کیوانی/پروا/دوست و رقیب عشقی 
گیسو
بنیامین پیروانی/جن گیر،آقا شفا
شیما مرزی/جن گیر،خانم آرام
بازیگر خردسال: کیمیا ملایی/پریا/دختر گیسو

## برنامه پخش در شبکه نمایش خانگی
| قسمت   | تاریخ      |
| ------ | ---------- |
| اول    | ۱۳۹۷/۱۰/۱۹ |
| دوم    | ۱۳۹۷/۱۰/۲۶ |
| سوم    | ۱۳۹۷/۱۱/۰۳ |
| چهارم  | ۱۳۹۷/۱۱/۱۰ |
| پنجم   | ۱۳۹۷/۱۱/۱۷ |
| ششم    | ۱۳۹۷/۱۲/۰۱ |
| هفتم   | ۱۳۹۷/۱۲/۰۸ |
| هشتم   | ۱۳۹۷/۱۲/۱۵ |
| نهم    | ۱۳۹۸/۰۵/۰۹ |
| دهم    | ۱۳۹۸/۰۵/۱۶ |
| یازدهم | ۱۳۹۸/۰۵/۲۳ |